# Британские кельты

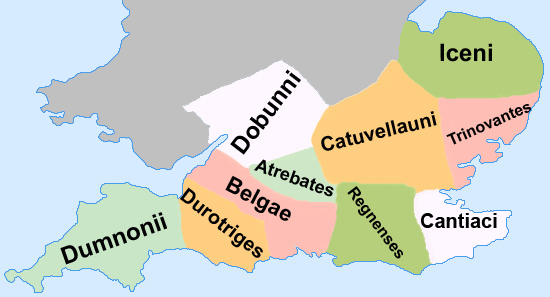
Основные южные племена Железного века Британии

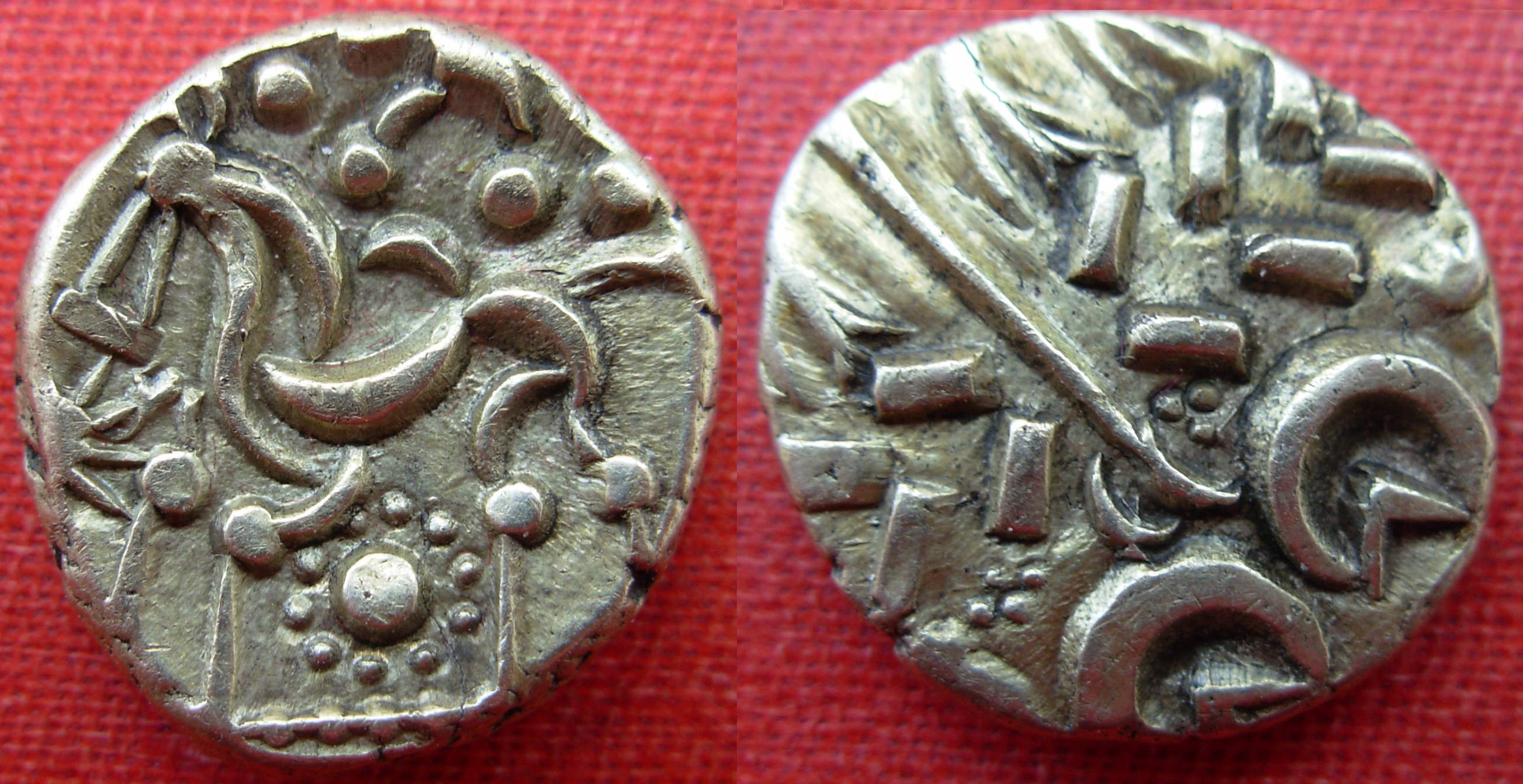
Британский статер (Электрум) из кориелтаувы (ca.50 до н. э.), найденный в современном Линкольншире, варварское подражание тетрадрахмы Филиппа II Македонии.

Названия британских племён, живших во времена Железного века Британии, сохранились в трудах римских и греческих историков и географов, в частности, например, Птолемеем, хотя информация о распространении кельтских монет до сих пор «проливает свет» на границы территорий различных этнических групп, населявших Британию. На этой странице перечислены известные племёна, с общепринятыми для них названиями, несмотря на то, что сами племена могли называть себя иначе. Приблизительные границы территории их проживания указаны относительно современного административно-территориального деления данных территорий.

## История
Следующие этнические названия появились в самом начале Второго века нашей эры. Технически, Железный век к этому времени закончился, и наступал переход к римскому периоду Британии. Эти племена не обязательно являются теми же самыми племенами, которые жили в этом же районе на протяжении всего Железного века. При наличии доказательств можно предположить, что в позднем Железном веке племена среднего Железного века имели тенденцию к объединению в более крупные племенные царства.
Белги и атребаты делят свои названия с племенами во Франции и Бельгии, что вместе с позволением Цезаря о том, что Дивитиак Свессионов может править территорией в Великобритании, позволяет предположить, что эта часть страны могла быть завоевана и управляться из-за рубежа. Паризии также рассматривались как мигрировавшее племя, хотя это вопрос спорный.

## Центр Британии
- Катувеллауны (Catuvellauni) — на территории Хартфордшира, Кембриджшира и Большого Лондона севернее реки Темзы (юго-восточная и восточная Англия)
- Корновии (Cornovii) — на территории современных Чешира, Дербишира и Шропшира (западная и центральная Англия)
- Кориелтаувы (Коританы), (Corieltauvi, Coritani) — на территории Линкольншира, Ноттингемшира и Стаффордшира (восточная и центральная Англия)
- Добунны (Dobunni) - на территории Глостершира, Херефордшира, Оксфордшира и Западного Мидленда (западная Англия)
- Ицены (Iceni)  - на территории Норфолк, Саффолка и Кембриджшира (Восточная Англия)
- Паризии (Parisii) — современный Восточный райдинг Йоркшира
- Тринованты (Trinovantes, Trinobantes) — современный Эссекс и Саффолк, соседи Иценов ТБББЮЮДЛДЖ

## Север Британии
- Аттакотты (Шотландия или Ирландия)
- Бриганты (Brigantes) — (Йоркшир, Камбрия, Ланкашир и графство Дарем — Англия)
- Вотадины (Votadini) (северо-восточная Англия и юго-восточная Шотландия) - побережья современных Нортумберленда, Скоттиш-Бордерс и Восточного Лотиана
- Луги (Lugi) - современный юго-восток Сатерленда (Северная Шотландия)
- Пикты — (Шотландия), к пиктам относят Каледонцев (Caledonii) (Глен-Мор, Шотландия)
- Скотты (Дал Риада, западная часть Шотландии)
- Каерены (Caereni) - на западе современного Сатерленда
- Карнонаки (Carnonacae) - на территории современных Росс и Кромарти
- Карветы (Carvetii) - северная Камбрия, окрестности Карлайла and the upper valley of the River Eden*
- Корнавы (Cornavii) - восточная территория Сатерленда и Кейтнесс
- Корионотаты (Corionotatae) - в районе современной границы Шотландии и Англии
- Креоны (Creones) - современный Аргайл
- Думноны (Damnonii) - современный Strathclyde
- Деканты (Decantae) - современный восточный Росс и Кромарти
- Эпиды (Epidii) - современный Кинтайр
- Габрантовики (Gabrantovices) - современный North Yorkshire
- Лопокары (Lopocares) (точное название неизвестно) - южная часть Hadrian's Wall вокруг Corbridge
- Нованты (Novantae) - на территории Галловэй
- Селговы (Selgovae) - на территории Дамфрис и Галловей
- Сетанты (Setantii) - часть современного Lancashire вокруг the Fylde
- Смерты (Smertae) -  Росс и Кромарти
- Таексалы (Taexali) - современная территория Абердиншир
- Текстоверды (Textoverdi) - южная часть Hadrian's Wall в верхней части долины реки River Tyne
- Вакомаги (Vacomagi) - современная северная область Абердиншир
- Вениконы (Venicones) - современная территория Файф

## Юг Британии
- Анкалиты (Ancalites) — (Хэмпшир, Уилтшир)
- Атребаты (Atrebates) — (Гэмпшир, Thames Valley, Западный Суссекс и Суррей, Англия)
- Белги (Belgae) — (Хэмпшир и Gloucestershire — Англия)
- Биброки (Bibroci) (Беркшир)
- Бритты — (Англия)   ???
- Думноны (Dumnonii) — (Devon, Корнуолл and Somerset — Англия)
- Дуротриги (Durotriges) - modern Somerset and Dorset
- Кантиаки (Cantiaci) — современный Кент
- Регненсы (Regnenses) — Суррей и Суссекс

## Запад Британии
- Декеанглии (Deceangli) - на территории современных Флинтшира и Denbighshire, Уэльс
- Деметы (Demetae) - на территории Pembrokeshire and west Ceredigion and Carmarthenshire
- Гангании (Gangani) — на территории полуострова Ллин, септ ордовиков
- Ордовики (Ordovices) - на территории современных Anglesey, Snowdonia и Powys
- Силуры (Silures) - на территории современного (южного Уэльса)